# Eunice burmeisteri
Eunice burmeisteri är en ringmaskart som beskrevs av Müller in Grube 1878. Eunice burmeisteri ingår i släktet Eunice och familjen Eunicidae. Inga underarter finns listade i Catalogue of Life.